# Mojinete
Mojinete är en ort i Bolivia.   Den ligger i departementet Potosí, i den södra delen av landet, 300 km söder om huvudstaden Sucre. Mojinete ligger 3 319 meter över havet och antalet invånare är 271.
Terrängen runt Mojinete är huvudsakligen kuperad, men åt nordväst är den bergig. Mojinete ligger nere i en dal. Trakten runt Mojinete är nära nog obefolkad, med mindre än två invånare per kvadratkilometer.. Det finns inga andra samhällen i närheten. 
Omgivningarna runt Mojinete är i huvudsak ett öppet busklandskap.